# أموكي
أموكي (بالإنجليزية: Amokye)‏ في معتقدات الأكان والأشانتي في غانا هي المرأة التي تحرس المدخل إلى العالم الآخر، والذي يسمى «أساماندو» أي أرض الموتى. وهي التي ترحب بأرواح النساء المتوفيات في العالم الآخر. ووفقًا للمعتقدات، كانت النساء الأشانتيات يُكفَّنَّ بنوع من الملابس يُسمى «أمواسي» ويُلبسوهنَّ حُليًّا مصنوعة من الخرز؛ لكي يُقدمنها لأموكي كتقدمة أو هدية ليدخلن إلى أرض الموتى.